# Football Club Arzignano Valchiampo 2019-2020
Questa voce raccoglie le informazioni riguardanti l'FC Arzignano Valchiampo nelle competizioni ufficiali della stagione 2019-2020.

## Divise e sponsor
Lo sponsor tecnico per la stagione 2019-2020 è Joma. Gli sponsor di maglia sono i seguenti:
- Eurointerim, il cui marchio appare al centro delle divise
- CGM, sui pantaloncini
- Elledi, sul retro sotto il numero di maglia

È inoltre presente, sulla parte centrale del petto, il logo "Vera Pelle" dell'Unione Nazionale Industria Conciaria.
| Casa | Trasferta |

## Rosa
| N. |                           | Ruolo | Calciatore         |
| -- | ------------------------- | ----- | ------------------ |
| 1  | Italia (bandiera)         | P     | Diego Faccioli     |
| 2  | Italia (bandiera)         | D     | Danilo Pasqualoni  |
| 3  | Italia (bandiera)         | D     | Riccardo Barzaghi  |
| 4  | Ecuador (bandiera)        | C     | Luis Maldonado     |
| 5  | Italia (bandiera)         | C     | Davide Balestrero  |
| 6  | Italia (bandiera)         | C     | Manuel Antoniazzi  |
| 6  | Italia (bandiera)         | C     | Alessandro Sbaffo  |
| 7  | Italia (bandiera)         | A     | Emanuele Anastasia |
| 7  | Costa d'Avorio (bandiera) | A     | Daniel Kouko       |
| 8  | Albania (bandiera)        | C     | Marco Hoxha        |
| 9  | Italia (bandiera)         | A     | Davide Cais        |
| 10 | Italia (bandiera)         | A     | Vincenzo Ferrara   |
| 11 | Italia (bandiera)         | A     | Daniele Rocco      |
| 12 | Italia (bandiera)         | P     | Cristian Amatori   |
| 13 | Italia (bandiera)         | D     | Giorgio Bozzato    |
| 14 | Italia (bandiera)         | C     | Federico Russo     |

| N. |                      | Ruolo | Calciatore           |
| -- | -------------------- | ----- | -------------------- |
| 14 | Italia (bandiera)    | D     | Matteo Calcagno      |
| 15 | Italia (bandiera)    | A     | Gian Marco Cavaliere |
| 16 | Italia (bandiera)    | C     | Gabriele Perretta    |
| 17 | Italia (bandiera)    | D     | Salvatore Tazza      |
| 18 | Nicaragua (bandiera) | A     | Kayro Flores Heatley |
| 19 | Italia (bandiera)    | D     | Matteo Bachini       |
| 20 | Italia (bandiera)    | A     | Gianmarco Piccioni   |
| 21 | Italia (bandiera)    | A     | Emiliano Pattarello  |
| 22 | Italia (bandiera)    | P     | Riccardo Tosi        |
| 23 | Italia (bandiera)    | D     | Cristiano Bigolin    |
| 24 | Italia (bandiera)    | C     | Riccardo Casini      |
| 25 | Italia (bandiera)    | D     | Simone Bonalumi      |
| 26 | Italia (bandiera)    | D     | Alessio Lo Porto     |
| 27 | Italia (bandiera)    | C     | Paolo Valagussa      |
| 30 | Italia (bandiera)    | C     | Riccardo Calcagni    |

## Calciomercato

### Sessione estiva(dall'1/7 al 2/9)
| Acquisti | Acquisti             | Acquisti              | Acquisti   |
| R.       | Nome                 | da                    | Modalità   |
| -------- | -------------------- | --------------------- | ---------- |
| P        | Cristian Amatori     | Venezia               | prestito   |
| P        | Riccardo Tosi        | Verona                | prestito   |
| D        | Matteo Bachini       | Spezia                | svincolato |
| D        | Riccardo Barzaghi    | Ravenna               | svincolato |
| D        | Simone Bonalumi      | Giana Erminio         | svincolato |
| D        | Giorgio Bozzato      | Cittadella            | definitivo |
| D        | Danilo Pasqualononi  | Südtirol              | svincolato |
| D        | Salvatore Tazza      | Benevento             | prestito   |
| C        | Davide Balestrero    | Albissola             | svincolato |
| C        | Riccardo Casini      | Rimini                | svincolato |
| C        | Gabriele Perretta    | Empoli                | prestito   |
| C        | Federico Russo       | San Donato Tavarnelle | svincolato |
| C        | Paolo Valagussa      |                       | svincolato |
| A        | Emanuele Anastasia   | Fiorenzuola           | svincolato |
| A        | Davide Cais          | Juventus              | svincolato |
| A        | Vincenzo Ferrara     | Virtus Verona         | svincolato |
| A        | Kayro Flores Heatley |                       | svincolato |
| A        | Emiliano Pattarello  | Bologna               | prestito   |
| A        | Daniele Rocco        | Giana Erminio         | svincolato |

| Cessioni | Cessioni          | Cessioni      | Cessioni      |
| R.       | Nome              | a             | Modalità      |
| -------- | ----------------- | ------------- | ------------- |
| P        | Nadir Della Valle |               | svincolato    |
| P        | Marco Farina      |               | svincolato    |
| D        | Luca Ferri        |               | svincolato    |
| D        | Leonardo Lovato   |               | svincolato    |
| D        | Pietro Maronilli  | Este          | svincolato    |
| D        | Andrea Munaretto  | Este          | svincolato    |
| D        | Luca Panzani      | Novara        | fine prestito |
| D        | Riccardo Spaltro  | SPAL          | fine prestito |
| D        | Nicola Vanzan     |               | svincolato    |
| C        | Marco Burato      |               | svincolato    |
| C        | Daniele Forte     | Turris        | svincolato    |
| C        | Guido Parasecoli  |               | svincolato    |
| A        | Filippo Fracaro   | Este          | svincolato    |
| A        | Raphael Odogwu    | Virtus Verona | svincolato    |
| A        | Ersid Pllumbaj    |               | svincolato    |
| A        | Mehdi Serroukh    |               | svincolato    |
| A        | Niccolò Valenti   | Matelica      | svincolato    |

### Operazioni tra le due sessioni
| Acquisti | Acquisti           | Acquisti | Acquisti   |
| R.       | Nome               | da       | Modalità   |
| -------- | ------------------ | -------- | ---------- |
| P        | Diego Faccioli     |          | svincolato |
| D        | Alessio Lo Porto   |          | svincolato |
| C        | Gianmarco Piccioni |          | svincolato |

| Cessioni | Cessioni       | Cessioni              | Cessioni   |
| R.       | Nome           | a                     | Modalità   |
| -------- | -------------- | --------------------- | ---------- |
| C        | Federico Russo | San Donato Tavarnelle | svincolato |

### Sessione invernale(dal 2/1 al 31/1)
| Acquisti | Acquisti          | Acquisti           | Acquisti   |
| R.       | Nome              | da                 | Modalità   |
| -------- | ----------------- | ------------------ | ---------- |
| D        | Matteo Calcagno   | Virtus Francavilla | prestito   |
| C        | Riccardo Calcagni | Pontedera          | definitivo |
| C        | Alessandro Sbaffo | Gubbio             | prestito   |
| A        | Daniel Kouko      | AlbinoLeffe        | definitivo |

| Cessioni | Cessioni           | Cessioni       | Cessioni   |
| R.       | Nome               | a              | Modalità   |
| -------- | ------------------ | -------------- | ---------- |
| D        | Matteo Bachini     | Sicula Leonzio | definitivo |
| D        | Giorgio Bozzato    | Luparense      | definitivo |
| C        | Manuel Antoniazzi  | Recanatese     | prestito   |
| C        | Paolo Valagussa    |                | svincolato |
| A        | Emanuele Anastasia | Mantova        | definitivo |

## Risultati

### Serie C

#### Girone di andata
| Vicenza 25 agosto 2019, ore 15:00 CEST 1ª giornata | Arzignano Valchiampo | 0 – 0 referto | Piacenza | Stadio Romeo Menti (580 spett.)\| Arbitro: \| Longo (Paola) \| |
| Arbitro:                                           | Longo (Paola)        |               |          |                                                                |

| Imola 1º settembre 2019, ore 17:30 CEST 2ª giornata | Imolese       | 0 – 0 referto | Arzignano Valchiampo | Stadio Romeo Galli (352 spett.)\| Arbitro: \| Maggio (Lodi) \| |
| Arbitro:                                            | Maggio (Lodi) |               |                      |                                                                |

| Arbitro: | Cherchi (Carbonia) |

|               |           |               |
| Maldonado 45’ | Marcatori | 66’ Cesaretti |

| Arbitro: | Fontani (Siena) |

|                           |           |          |
| Cernigoi 53’ Frediani 86’ | Marcatori | 22’ Cais |

| Arbitro: | Scatena (Avezzano) |

|  |           |             |
|  | Marcatori | 51’ Ierardi |

| Arbitro: | Angelucci (Foligno) |

|                                 |           |  |
| Costantino 26’, 45’ Gomez 90+1’ | Marcatori |  |

| Vicenza 29 settembre 2019, ore 17:30 CEST 7ª giornata | Arzignano Valchiampo | 0 – 0 referto | Reggio Audace | Stadio Romeo Menti (768 spett.)\| Arbitro: \| Gualtieri (Asti) \| |
| Arbitro:                                              | Gualtieri (Asti)     |               |               |                                                                   |

| Arbitro: | Fiero (Pistoia) |

|                       |           |  |
| Krešić 33’ Buglio 77’ | Marcatori |  |

| Arbitro: | Nicolini (Brescia) |

|              |           |             |
| Piccioni 43’ | Marcatori | 61’ Sodinha |

| Arbitro: | Cavaliere (Paola) |

|           |           |                       |
| Purro 26’ | Marcatori | 17’ Bonalumi 72’ Cais |

| Arbitro: | Carella (Bari) |

|  |           |             |
|  | Marcatori | 21’ Cinelli |

| Arbitro: | Luciani (Roma 1) |

|                |           |                            |
| Balestrero 60’ | Marcatori | 17’ Ceccarelli 55’ Magnino |

| Arbitro: | Catanoso (Reggio Calabria) |

|  |           |                       |
|  | Marcatori | 43’ Ferrara 69’ Rocco |

| Arbitro: | Ricci (Firenze) |

|  |           |             |
|  | Marcatori | 17’ Jelenič |

| Arbitro: | Marotta (Sapri) |

|  |           |                        |
|  | Marcatori | 67’ Bonalumi 72’ Rocco |

| Arbitro: | Caldera (Como) |

|                    |           |                  |
| Grandolfo 41’, 74’ | Marcatori | 50’ (rig.) Rocco |

| Arbitro: | Donda (Gradisca d'Isonzo) |

|           |           |              |
| Rocco 49’ | Marcatori | 28’ Magrassi |

| Arbitro: | Saia (Palermo) |

|                |           |                |
| Cognigni 45+1’ | Marcatori | 90+3’ Piccioni |

| Arbitro: | Giaccaglia (Jesi) |

|  |           |            |
|  | Marcatori | 17’ Franco |

#### Girone di ritorno
| Piacenza 23 gennaio 2020, ore 20:45 CET 20ª giornata | Piacenza           | 0 – 0 referto | Arzignano Valchiampo | Stadio Leonardo Garilli (2 570 spett.)\| Arbitro: \| Scatena (Avezzano) \| |
| Arbitro:                                             | Scatena (Avezzano) |               |                      |                                                                            |

| Arbitro: | Frascaro (Firenze) |

|  |           |               |
|  | Marcatori | 64’ Belcastro |

| Arbitro: | Centi (Viterbo) |

|  |           |                    |
|  | Marcatori | 46’ Flores Heatley |

| Arbitro: | Pascarella (Nocera Inferiore) |

|             |           |               |
| Bigolin 36’ | Marcatori | 56’ Grandolfo |

| Arbitro: | Pashuku (Albano Laziale) |

|                                                       |           |  |
| Rover 26’ Beccaro 37’ Gigli 49’ Tait 56’ Petrella 73’ | Marcatori |  |

| Arbitro: | Acanfora (Castellammare di Stabia) |

|                               |           |                     |
| Kouko 22’ (rig.) Piccioni 60’ | Marcatori | 51’ Sarno 73’ Gomez |

| Arbitro: | Fontani (Siena) |

|                                    |           |                |
| Zamparo 44’, 58’ (rig.) Kargbo 81’ | Marcatori | 56’ Balestrero |

| Vicenza 23 febbraio 2020 27ª giornata | Arzignano Valchiampo | – (annullata) | Padova | Stadio Romeo Menti |

| Modena 26 febbraio 2020 28ª giornata | Modena | – (annullata) | Arzignano Valchiampo | Stadio Alberto Braglia |

| Vicenza 1º marzo 2020 29ª giornata | Arzignano Valchiampo | – (annullata) | Ravenna | Stadio Romeo Menti |

| Vicenza 8 marzo 2020 30ª giornata | Vicenza | – (annullata) | Arzignano Valchiampo | Stadio Romeo Menti |

| Salò 15 marzo 2020 31ª giornata | Feralpisalò | – (annullata) | Arzignano Valchiampo | Stadio Lino Turina |

| Vicenza 22 marzo 2020 32ª giornata | Arzignano Valchiampo | – (annullata) | Fano | Stadio Romeo Menti |

| Carpi 25 marzo 2020 33ª giornata | Carpi | – (annullata) | Arzignano Valchiampo | Stadio Sandro Cabassi |

| Vicenza 29 marzo 2020 34ª giornata | Arzignano Valchiampo | – (annullata) | Rimini | Stadio Romeo Menti |

| Vicenza 5 aprile 2020 35ª giornata | Arzignano Valchiampo | – (annullata) | Vis Pesaro | Stadio Romeo Menti |

| Verona 11 aprile 2020 36ª giornata | Virtus Verona | – (annullata) | Arzignano Valchiampo | Centro sportivo Mario Gavagnin-Sinibaldo Nocini |

| Vicenza 19 aprile 2020 37ª giornata | Arzignano Valchiampo | – (annullata) | Fermana | Stadio Romeo Menti |

| Cesena 26 aprile 2020 38ª giornata | Cesena | – (annullata) | Arzignano Valchiampo | Orogel Stadium-Dino Manuzzi |

#### Play-out
| Arbitro: | Natilla (Molfetta) |

|                |           |                                   |
| Barzaghi 90+1’ | Marcatori | 6’ Chinellato 25’ (aut.) Piccioni |

| Imola 30 giugno 2020, ore 17:30 CEST Ritorno | Imolese        | 0 – 0 referto | Arzignano Valchiampo | Stadio Romeo Galli (0 spett.)\| Arbitro: \| Colombo (Como) \| |
| Arbitro:                                     | Colombo (Como) |               |                      |                                                               |

### Coppa Italia Serie C

#### Fase a gironi
| Arbitro: | Donda (Gradisca d'Isonzo) |

|                       |           |          |
| Cais 23’ Barzaghi 79’ | Marcatori | 30’ Davì |

| Arbitro: | Giordano (Novara) |

|                          |           |  |
| Pellacani 10’ Lupoli 85’ | Marcatori |  |

## Statistiche

### Statistiche di squadra
| Competizione         | Punti | In casa | In casa | In casa | In casa | In casa | In casa | In trasferta | In trasferta | In trasferta | In trasferta | In trasferta | In trasferta | Totale | Totale | Totale | Totale | Totale | Totale | D.R. |
| Competizione         | Punti | G       | V       | N       | P       | Gf      | Gs      | G            | V            | N            | P            | Gf           | Gs           | G      | V      | N      | P      | Gf     | Gs     | D.R. |
| -------------------- | ----- | ------- | ------- | ------- | ------- | ------- | ------- | ------------ | ------------ | ------------ | ------------ | ------------ | ------------ | ------ | ------ | ------ | ------ | ------ | ------ | ---- |
| Serie C              | 22    | 13      | 0       | 7       | 6       | 7       | 13      | 14           | 4            | 3            | 6            | 11           | 19           | 27     | 4      | 10     | 12     | 18     | 32     | -14  |
| Coppa Italia Serie C | 3     | 1       | 1       | 0       | 0       | 2       | 1       | 1            | 0            | 0            | 1            | 0            | 2            | 2      | 1      | 0      | 1      | 2      | 3      | -1   |
| Totale               | 25    | 14      | 1       | 7       | 6       | 9       | 14      | 15           | 4            | 3            | 7            | 11           | 21           | 29     | 5      | 10     | 13     | 20     | 35     | -15  |

### Andamento in campionato
| Giornata  | 1 | 2  | 3  | 4  | 5  | 6  | 7  | 8  | 9  | 10 | 11 | 12 | 13 | 14 | 15 | 16 | 17 | 18 | 19 | 20 | 21 | 22 | 23 | 24 | 25 | 26 | 27 | 28 | 29 | 30 | 31 | 32 | 33 | 34 | 35 | 36 | 37 | 38 |
| --------- | - | -- | -- | -- | -- | -- | -- | -- | -- | -- | -- | -- | -- | -- | -- | -- | -- | -- | -- | -- | -- | -- | -- | -- | -- | -- | -- | -- | -- | -- | -- | -- | -- | -- | -- | -- | -- | -- |
| Luogo     | C | T  | C  | T  | C  | T  | C  | T  | C  | T  | C  | C  | T  | C  | T  | T  | C  | T  | C  | T  | C  | T  | C  | T  | C  | T  | C  | T  | C  | T  | T  | C  | T  | C  | C  | T  | C  | T  |
| Risultato | N | N  | N  | P  | P  | P  | N  | P  | N  | V  | P  | P  | V  | P  | V  | P  | N  | N  | P  | N  | P  | V  | N  | P  | N  | P  | –  | –  | –  | –  | –  | –  | –  | –  | –  | –  | –  | –  |
| Posizione | 9 | 12 | 12 | 17 | 18 | 19 | 19 | 19 | 20 | 18 | 18 | 20 | 18 | 19 | 14 | 15 | 16 | 16 | 16 | 17 | 17 | 15 | 18 | 18 | 18 | 18 | –  | –  | –  | –  | –  | –  | –  | –  | –  | –  | –  | –  |

Legenda:

Luogo: C = Casa; T = Trasferta. Risultato: V = Vittoria; N = Pareggio; P = Sconfitta.